# نقش جبل الشيخ سليمان

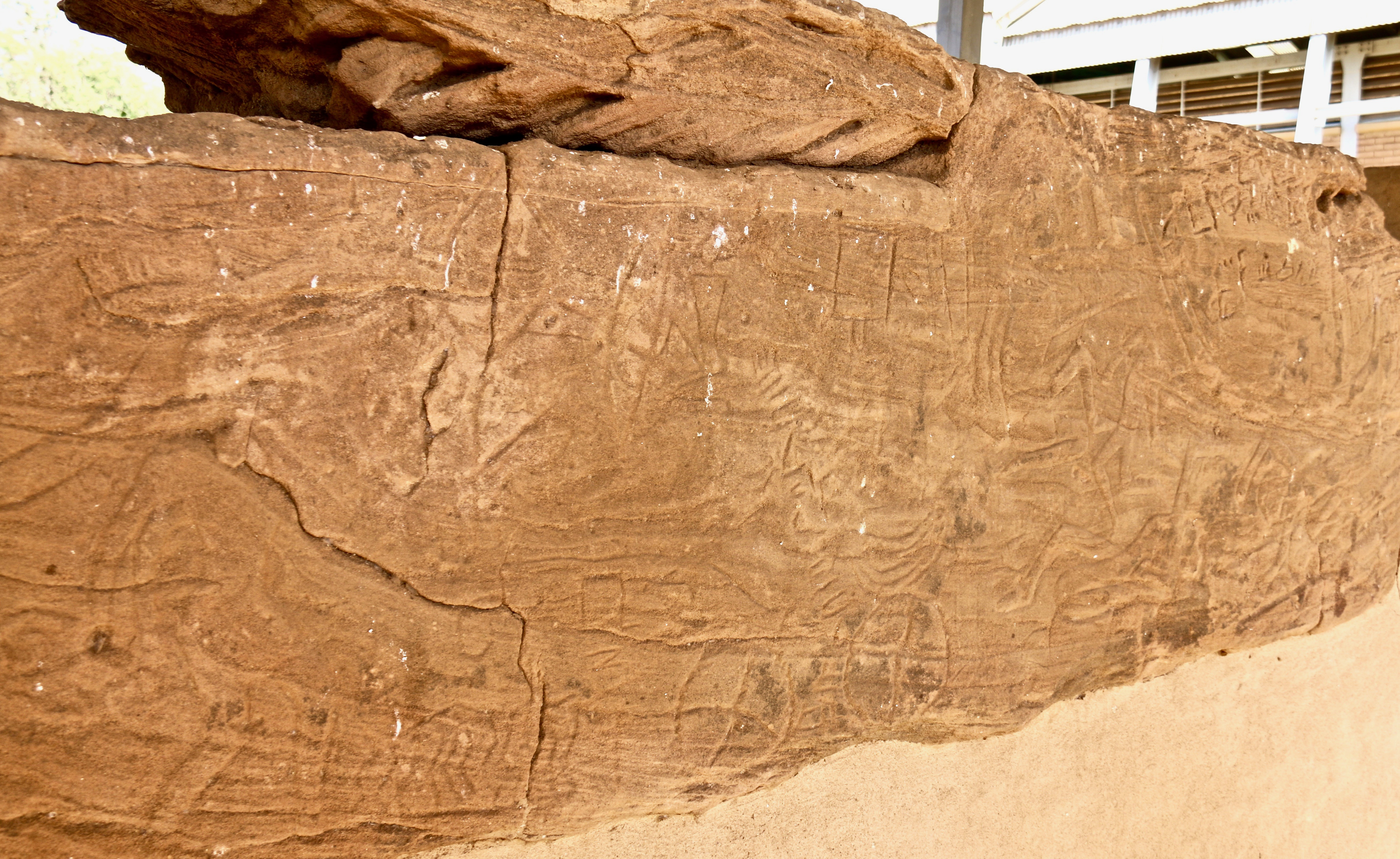
النقش في متحف السودان القومي

نقش جبل الشيخ سليمان، أو جبل الشيخ سليمان، هو نقش مصري قديم يعود تاريخه بشكل عام إلى أواخر عصر ما قبل الأسرات في مصر (نقادة الثالثة)، أو في زمن الملوك المصريين الأوائل حوالي 3000 قبل الميلاد. أكثر دقة، تم اقتراح أنه يعود إلى الملك المصري جر أو جت، الذي كان ثالث ملوك الأسرة المصرية الأولى، والمعروف ببعثاته المنتصرة إلى النوبة.

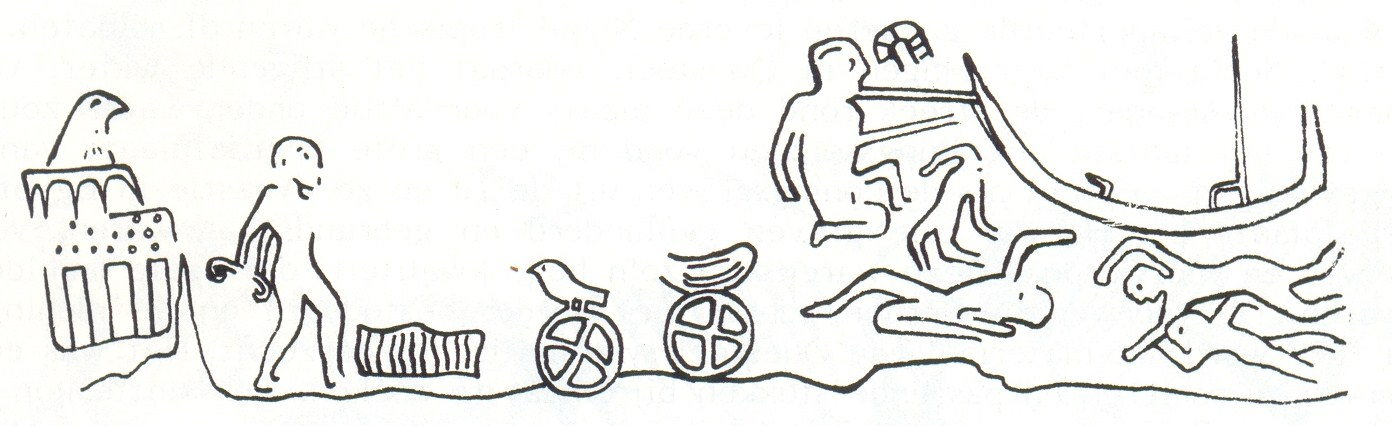
رسم النقش

يأتي هذا التضاريس من الجندل الثاني، أحد أقدم الحدود في تاريخ البشرية، في منطقة جنوب بوهين مباشرة. وهي محفوظة الآن في متحف السودان القومي. تم نقل النقش إلى متحف السودان القومي بالخرطوم عام 1963، قبل غرق المنطقة بمياه بحيرة ناصر.

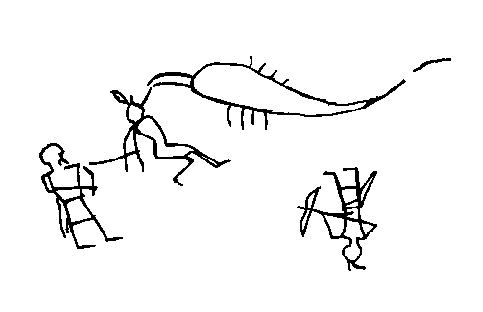
نقش العقرب

نقش على كتلة كبيرة من الحجر الرملي (2،75 م × 0،80 م)، وهو مثال مبكر للنحت البارز المنخفض، وربما يصف الحرب بين المصريين القدماء والنوبيين من المجموعة الأولى. وهو يصف انتصار ملك مصري تجسده سيرخه، على الرغم من عدم إعطاء السيد اسمًا ملكيًا محددًا. الدوائر في الأسفل تمثل المدن. ويعتبر القارب تجسيدًا للملك المسيطر على النوبيين المهزومين.
تشبه الأيقونية تلك الموجودة في سكين جبل العركى الأقدم أو اللوحة الجدارية من القبر 100 في هيراكونبوليس، وكلها تتوافق مع فترة نقادة الثانية في مصر ما قبل التاريخ، ويمكن اعتبارها بمثابة عتيقة طفيفة تهدف إلى إضفاء الشرعية على حكم المبكر. الملك المصري الذي ألف النقش. تشير الرموز والعلامات الهيروغليفية المصرية المبكرة إلى الأسرة الأولى أو الأسرة المصرية الثانية.
تم العثور على نقش ثان في مكان قريب يمثل عقربًا كبيرًا مع أسرى مقيدين، ويبدو أنه من تاريخ أقدم قليلاً، ومن المحتمل أنه مرتبط بالملك العقرب الثاني.